# Hana Machová
Hana Machová, coniugata Horáková (Bruntál, 11 settembre 1979), è un'ex cestista ceca.
Alta 182 cm per 74 kg, giocava come guardia.

## Carriera
Con la Rep. Ceca ha disputato tre edizioni dei Giochi olimpici (Atene 2004, Pechino 2008, Londra 2012), due dei Campionati mondiali (2006, 2010]) e cinque dei Campionati europei (1999, 2001, 2003, 2005, 2007).